# Delung Tue
Delung Tue is een bestuurslaag in het regentschap Bener Meriah van de provincie Atjeh, Indonesië. Delung Tue telt 940 inwoners (volkstelling 2010).